# Güýçmyrat Annagulyýew
Güýçmyrat Annagulyýew (ur. 10 czerwca 1996) – turkmeński piłkarz grający na pozycji obrońcy. Jest wychowankiem klubu Ahal FK.

## Kariera piłkarska
Swoją karierę piłkarską Annagulyýew rozpoczął w klubie Ahal FK. W sezonie 2018 zadebiutował w jego barwach w pierwszej lidze turkmeńskiej.

## Kariera reprezentacyjna
W reprezentacji Turkmenistanu Annagulyýew zadebiutował 25 grudnia 2018 w wygranym 2:0 towarzyskim meczu z Afganistanem. W 2019 powołano go do kadry na Puchar Azji.